# Felipe Flores Quijada
Felipe Ariel Flores Quijada (La Serena, Chile, 20 de julio de 1977) es un exfutbolista chileno. Jugó de delantero.

## Trayectoria
Debutó en el profesionalismo jugando por Deportes La Serena en el Torneo Nacional de 1995, descendiendo a la segunda división. En 1996, pese a su corta edad, logró continuidad en el club, lo cual le valió una nominación para la selección juvenil. Ese año convirtió el gol con el cual Deportes La Serena logró el ascenso y el título de Segunda División, frente a Fernández Vial. 
Luego de varios torneos en La Serena fue transferido a Colo-Colo, equipo en el que no tuvo mucha continuidad. A pesar de ello sus buenas actuaciones le permitieron fichar por el Real Sociedad de Zacatecas de México, donde estuvo una temporada. 
El año 2002 volvió a su país para jugar la Copa Libertadores y el Torneo Nacional por el campeón vigente Santiago Wanderers.
Durante el primer semestre de 2003 permaneció sin actividad en el fútbol, pero para la segunda parte del año concretó su retorno a Deportes La Serena, equipo que por ese entonces militaba en la segunda categoría del fútbol chileno. Al final de la campaña logró el subcampeonato de la Primera B de Chile tras Everton y ascendió a la serie de honor. 
Fue uno de los goleadores del Campeonato de Apertura 2004, lo cual le permitió ser transferido al Boavista Futebol Clube de Portugal, donde jugó la temporada 2004-2005. Al no renovar su vínculo con el elenco portugués, regresó a Deportes La Serena en donde logra una histórica semifinal en el Torneo de Clausura 2005 pero cae con Universidad Católica.
En 2007 fichó por el clásico rival de Deportes La Serena, Coquimbo Unido, lo que originó el rechazo total de toda la hinchada de su ex club. En el elenco pirata anotó 2 goles en el clásico de la IV región contra La Serena.
A fines de la temporada 2007 Coquimbo Unido descendió a la Primera B, y para el torneo de 2008 fue contratado por O'Higgins de Rancagua.

## Clubes
| Club                       | País     | Año       |
| -------------------------- | -------- | --------- |
| Deportes La Serena         | Chile    | 1995-1999 |
| Colo-Colo                  | Chile    | 2000      |
| Real Sociedad de Zacatecas | México   | 2000-2001 |
| Santiago Wanderers         | Chile    | 2002      |
| Deportes La Serena         | Chile    | 2003-2004 |
| Boavista                   | Portugal | 2004-2005 |
| Deportes La Serena         | Chile    | 2005-2006 |
| Coquimbo Unido             | Chile    | 2007      |
| O'Higgins                  | Chile    | 2008      |
| Coquimbo Unido             | Chile    | 2008      |

## Palmarés

#### Campeonatos nacionales
| Título    | Club               | País  | Año    |
| --------- | ------------------ | ----- | ------ |
| Primera B | Deportes La Serena | Chile | 1996   |
| Primera B | Coquimbo Unido     | Chile | 2008-C |